# NGC 4879
NGC 4879 – gwiazda znajdująca się w gwiazdozbiorze Panny, widoczna na niebie w pobliżu galaktyki NGC 4878. Jej jasność obserwowana wynosi około 16m. Zaobserwował ją William Herschel 23 marca 1789 roku i błędnie skatalogował jako obiekt typu mgławicowego.